# Йо Со Чон
Йо Со Чон (англ. Yeo Seo-jeong, нар. 20 лютого 2002 року, Йонін, Південна Корея) — південнокорейська гімнастка. Перша в історії Південної Кореї бронзова призерка Олімпійських ігор в Токіо, Японія, в опорному стрибку. Чемпіонка Азійський ігор в опорному стрибку.

## Біографія
Народилась в родині спортивних гімнастів: батько - Йо Гон-Чул - срібний призер Олімпійських ігор 1996 року в Атланті, США, та чемпіон Азійських ігор 1994 та 1998 років в опорному стрибку; мати - Кім Йон-Чі - бронзова призерка командної першості Азійських ігор 1994 року.

## Спортивна кар'єра
Почала займатися гімнастикою в 2010 році.

## Результати на турнірах
| Рік  | Змагання                 | КБ | ІБ | Опорний стрибок | Різновисокі бруси | Колода | Вільні вправи |
| ---- | ------------------------ | -- | -- | --------------- | ----------------- | ------ | ------------- |
| 2018 | Азійські ігри            |    | 8  | 1               |                   |        |               |
| 2018 | Кубок виклику. Гімарайнш |    |    | 1               |                   |        |               |
| 2018 | Чемпіонат світу          |    |    | 5               |                   |        |               |
| 2019 | Кубок світу. Мельбурн    |    |    | 1               |                   |        |               |
| 2019 | Чемпіонат світу          |    |    | 8               |                   |        |               |
| 2021 | Олімпійські ігри         |    |    | 3               |                   |        |               |
| 2024 | Олімпійські ігри         |    |    | 7               |                   |        |               |

## Іменний елемент
Стрибок, який виконала на кубку Кореї в 2019 році, в червні того ж року отримав назву "Yeo Seojeong".